# Tetrarthria
Tetrarthria is een geslacht van wantsen uit de familie van de Scutelleridae (Pantserwantsen). Het geslacht werd voor het eerst wetenschappelijk beschreven door Dallas in 1851.

## Soorten
Het genus bevat de volgende soorten:

- Tetrarthria variegata Dallas, 1851
- Tetrarthria yangi Y.J. Lin & S.M. Zhang, 1999